# ناموس

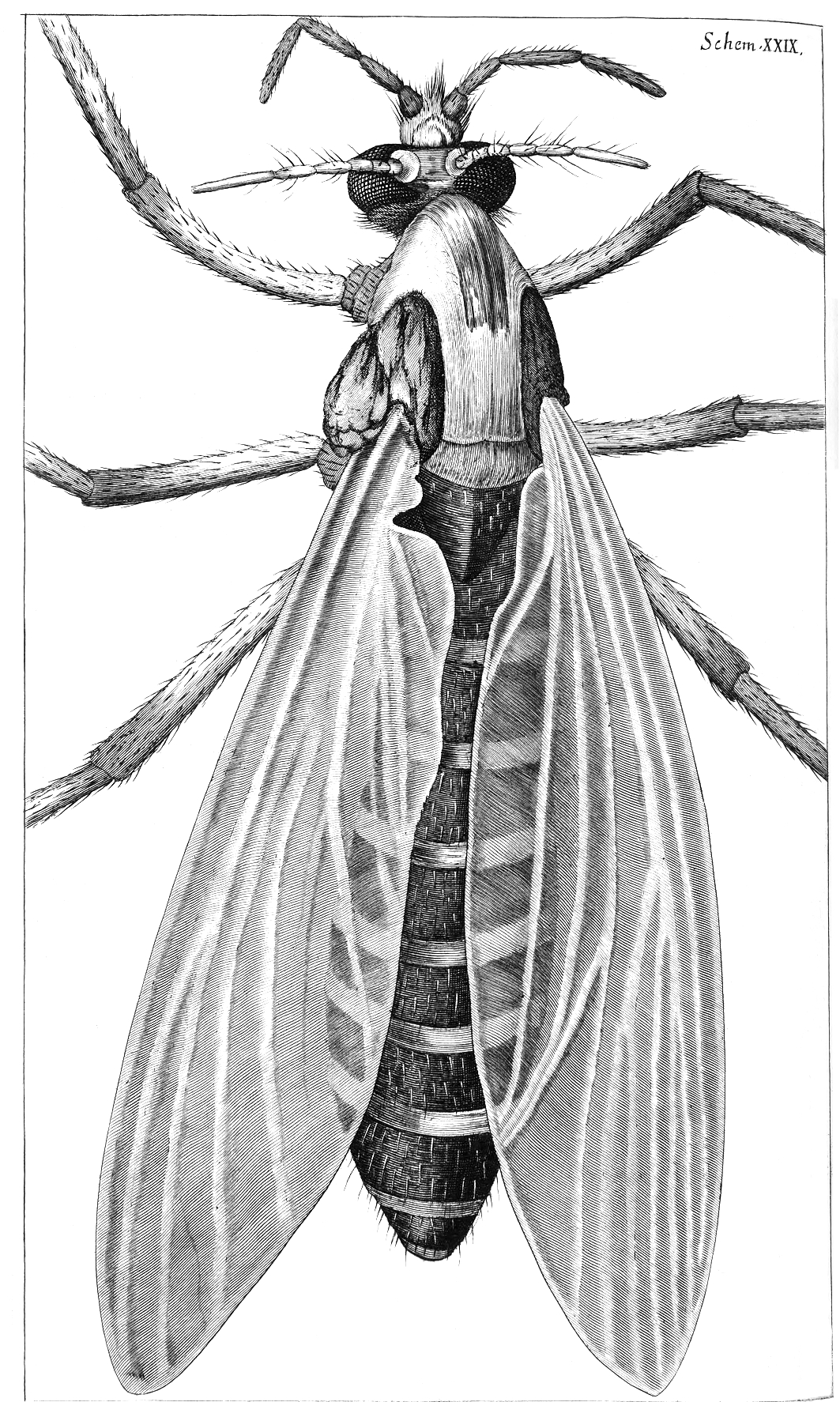
ناموس من كتاب الفحص المجهري لروبرت هوك، 1665

الناموس أو الحوَّام أو هاموش أو البعوضةاو الصهيب أو السُّكَّيْتَة أو الجِرجِسة (بالإنجليزية: Gnat)‏ هو اسم شائع لعدد كثير من أنواع الحشرات الطائرة من رتيبة خيطيات القرن ضمن رتبة ذوات الجناحين. تطير بشكل جماعي. بعضها يتغذى على النباتات وبعضها على الحشرات الأخرى وبعضها على الدماء.